# Aire d'attraction de Thonon-les-Bains
L'aire d'attraction de Thonon-les-Bains est un zonage d'étude défini par l'Insee pour caractériser l’influence de la commune de Thonon-les-Bains sur les communes environnantes. Publiée en octobre 2020, elle se substitue à l'aire urbaine de Thonon-les-Bains, qui comportait 31 communes dans le zonage de 2010.

### Carte

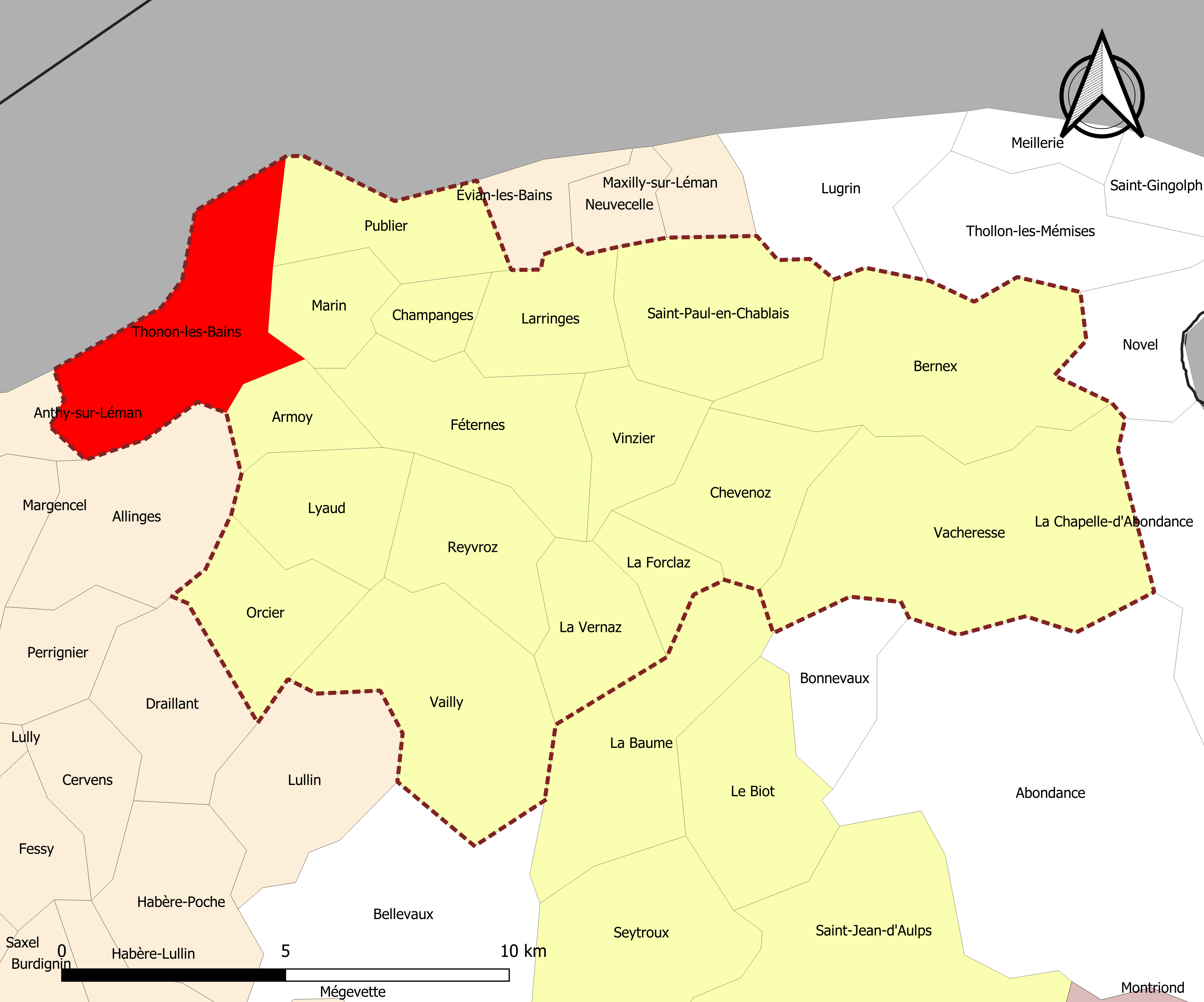
Carte de l'aire d'attraction de Thonon-les-Bains.
Commune-centre
Commune de la couronne

## Définition
L'aire d'attraction d'une ville est composée d’un pôle, défini à partir de critères de population et d’emploi ainsi que d’une couronne constituée des communes dont au moins 15 % des actifs travaillent dans le pôle. Le pôle d’attraction constitue ainsi un point de convergence des déplacements domicile-travail,.

## Géographie
L’aire d'attraction de Thonon-les-Bains est une aire intra-départementale qui comporte 18 communes dans la Haute-Savoie. 

### Composition communale
| Nom                               | Code Insee | Département  | Statut                 | Superficie (km2) | Population (dernière pop. légale) | Densité (hab./km2) | Modifier                                    |
| --------------------------------- | ---------- | ------------ | ---------------------- | ---------------- | --------------------------------- | ------------------ | ------------------------------------------- |
| Thonon-les-Bains (commune-centre) | 74281      | Haute-Savoie | commune-centre         | 16,21            | 37 689 (2022)                     | 2 325              | modifier les données · modifier les données |
| Armoy                             | 74020      | Haute-Savoie | commune de la couronne | 4,95             | 1 501 (2022)                      | 303                | modifier les données · modifier les données |
| Bernex                            | 74033      | Haute-Savoie | commune de la couronne | 22,31            | 1 450 (2022)                      | 65                 | modifier les données · modifier les données |
| Champanges                        | 74057      | Haute-Savoie | commune de la couronne | 3,71             | 1 181 (2022)                      | 318                | modifier les données · modifier les données |
| Chevenoz                          | 74073      | Haute-Savoie | commune de la couronne | 10,54            | 701 (2022)                        | 67                 | modifier les données · modifier les données |
| Féternes                          | 74127      | Haute-Savoie | commune de la couronne | 14,31            | 1 520 (2022)                      | 106                | modifier les données · modifier les données |
| La Forclaz                        | 74129      | Haute-Savoie | commune de la couronne | 4,04             | 225 (2022)                        | 56                 | modifier les données · modifier les données |
| Larringes                         | 74146      | Haute-Savoie | commune de la couronne | 8,07             | 1 589 (2022)                      | 197                | modifier les données · modifier les données |
| Lyaud                             | 74157      | Haute-Savoie | commune de la couronne | 9,17             | 1 766 (2022)                      | 193                | modifier les données · modifier les données |
| Marin                             | 74166      | Haute-Savoie | commune de la couronne | 5,57             | 1 921 (2022)                      | 345                | modifier les données · modifier les données |
| Orcier                            | 74206      | Haute-Savoie | commune de la couronne | 9,39             | 1 073 (2022)                      | 114                | modifier les données · modifier les données |
| Publier                           | 74218      | Haute-Savoie | commune de la couronne | 8,92             | 7 793 (2022)                      | 874                | modifier les données · modifier les données |
| Reyvroz                           | 74222      | Haute-Savoie | commune de la couronne | 9,82             | 498 (2022)                        | 51                 | modifier les données · modifier les données |
| Saint-Paul-en-Chablais            | 74249      | Haute-Savoie | commune de la couronne | 14,45            | 2 598 (2022)                      | 180                | modifier les données · modifier les données |
| Vacheresse                        | 74286      | Haute-Savoie | commune de la couronne | 31,02            | 912 (2022)                        | 29                 | modifier les données · modifier les données |
| Vailly                            | 74287      | Haute-Savoie | commune de la couronne | 18,89            | 907 (2022)                        | 48                 | modifier les données · modifier les données |
| La Vernaz                         | 74295      | Haute-Savoie | commune de la couronne | 7,78             | 288 (2022)                        | 37                 | modifier les données · modifier les données |
| Vinzier                           | 74308      | Haute-Savoie | commune de la couronne | 6,51             | 883 (2022)                        | 136                | modifier les données · modifier les données |

## Démographie
Cette aire est catégorisée dans les aires de 50 000 à moins de 200 000 habitants, une catégorie qui regroupe 18,4 % de la population au niveau national,.